# Ig de Pejen
Ig de Pejen (fr. Hugues de Payens) je francuski plemić poreklom iz šampanjske oblasti (oko 1070. - Palestina, 24. maj 1136). Bio je osnivač templarskog reda i njegov prvi veliki majstor. De Pejen je sa još osam vitezova 1118. osnovao red koji bi štitio hodočasnike. Drugi vitezovi su bili Gotfrid de Sent-Omer (fr. Godfrey de Saint-Omer) , Pejen de Montdider (fr. Payen de Montdidier), Arhambud de St Agnan (fr. Archambaud de St. Agnan), Andre de Monbar (fr. André de Montbard), Džefri Bison (fr. Geoffrey Bison), zatim dvojica koji su evindetirani samo kao Rosal (fr. Rossal) i Gondamer (fr. Gondamer). Deveti vitez ostaje nepoznat. Kralj Boduin I od Jerusalima je prihvatio njihovu ideju i dao im na korišćenje prostorije džamije El Akse koja se nalazila na mestu nekadašnjeg Jerusalimskog hrama. Templari su predstavljali kombinaciju vitezova monaha a sam način života bio im je jako skroman, vitez nije smeo da poseduje imovinu ali su Tempari kao red vremenom postali jako moćni. Već 1128. njihova slava proširila se po celoj Evropi, tim pre što su prethodne godine na saboru u Trou dočekani sa svim počastima i uz pomoć opata Bernara od Klervoa zvanično priznati kao versko-vojni red. Odgovarali su samo Papi. Ig de Pejen je ostao majstor reda sve do svoje smrti. Njegov naslednik bio je Rober de Kraon.